# Liste der Bodendenkmale in Munster
In der Liste der Bodendenkmale in Munster sind alle Bodendenkmale der niedersächsischen Gemeinde Munster aufgelistet. Die Quelle ist der Denkmalatlas Niedersachsen. Der Stand der Liste ist der 25. September 2024.

## Allgemein

Munster im Heidekreis

In den Spalten finden sich folgende Informationen des Bodendenkmales:
Lagegeographische Koordinaten
BezeichnungBezeichnung lt. Denkmalatlas
BeschreibungBeschreibung lt. Denkmalatlas
IDObjekt-ID
BildBild, ggf. zusätzlich mit Link zu weiteren Fotos im Medienarchiv Wikimedia Commons.

## Alvern
| Lage                       | Bezeichnung                 | Beschreibung | ID       | Bild |
| -------------------------- | --------------------------- | --- | -------- | ---- |
| 53° 1′ 25″ N, 10° 2′ 8″ O  | Alvern 2, Grabhügel         | Dm. 13 m, H. ca. 0,8 m | 34825721 | BW   |
| 53° 1′ 3″ N, 10° 2′ 16″ O  | Alvern 3, Immenwall/-zaun   | Viereckiger Wall mit 34 × 32 m Seitenlänge, einen nicht aufgeforsteten Platz einschließend, Wall 3 m breit und 0,6 m hoch, dem Wall ist ein kleiner Graben von 2 m Breite und bis zu 0,3 m Tiefe vorgelagert. | 34825722 | BW   |
| 53° 1′ 4″ N, 10° 2′ 15″ O  | Alvern 3, Immenwall/-zaun   | | 36958284 | BW   |
| 53° 1′ 51″ N, 10° 2′ 33″ O | Alvern 8, Umwallung/Gehege  | Äußere rundlich-ovale Einhegung von ca. 120 × 140 m Durchmesser, bestehend aus 2 schmalen Gräben (Br. bis 2 m, T. 0,1 m) im Abstand von 5 m zueinander, dazwischen ein Wall von ca. 3 m Breite und 0,2 m Höhe. Im Südteil verschliffen und durch Zuwegung planiert, sonst durchgehend erhalten. Innerhalb dieser Einhegung eine innere, rundliche Einhegung, bestehend aus einem Wall mit kleinem, außen vorgelagertem Graben. Wallbreite hier 4 m, Wallhöhe ca. 0,5 m; Grabenbreite 2 m, Tiefe ca. 0,3 m, Durchmesser ca. 55 m. | 34823903 | BW   |
| 53° 1′ 53″ N, 10° 2′ 30″ O | Alvern 8, Umwallung/Gehege  | | 36958648 | BW   |
| 53° 0′ 56″ N, 10° 1′ 58″ O | Alvern 10, Umwallung/Gehege | Ein äußerer Wall mit vorgelagertem Graben, einen ovalen Raum umhegend, Größe des umschlossenen Raumes ca. 140 × 100 m. Im nördlichen Teil des Innenraumes zwei weitere, konzentrisch angeordnete, bogenförmige Wälle, jeweils ca. 80 m lang. Im südlichen Teil eine kreisrunde Einhegung mit Wall und Graben von 50 m Durchmesser, mit schmaler Öffnung nach Osten. Die inneren Wälle sind schwächer ausgeprägt und teilweise verschliffen, Wallbreite ca. 2 – 3 m, Höhe bis 0,6 m, Grabenbreite bis 2 m, Tiefe bis 0,4 m.       | 35227585 | BW   |
| 53° 0′ 57″ N, 10° 2′ 3″ O  | Alvern 10, Umwallung/Gehege | | 36958003 | BW   |

## Ilster
| Lage                        | Bezeichnung         | Beschreibung | ID       | Bild |
| --------------------------- | ------------------- | --- | -------- | ---- |
| 52° 59′ 53″ N, 10° 2′ 38″ O | Ilster 4, Grabhügel | Überpflügt, dadurch nicht deutlich abgesetzt, ovale Form, Länge 9 m (in Richtung Nord - Süd), 8 m (in Richtung Ost - West) und Höhe ca. 0,5 m. Gleichmäßig gewölbt mit sanft auslaufendem Rand. | 34825975 | BW   |

## Lopau

### Lopau 3
- ID:34825214
- Gruppe von sechs Grabhügeln mit 10–16 m Durchmesser und 0,5–0,8 m Höhe.

| Lage                        | Bezeichnung | Beschreibung | ID       | Bild |
| --------------------------- | ----------- | --- | -------- | ---- |
| 53° 2′ 54″ N, 10° 11′ 7″ O  | Lopau 3     | Annähernd rund mit kleinen Eingrabungen, Durchmesser ca. 15 m und Höhe ca. 0,7 m.                               | 34824941 | BW   |
| 53° 2′ 54″ N, 10° 11′ 12″ O | Lopau 4     | Annähernd rund, Nordhälfte etwas eingesunken, Durchmesser ca. 12 m und Höhe bis 0,7 m.                          | 34824942 | BW   |
| 53° 2′ 52″ N, 10° 11′ 20″ O | Lopau 5     | Annähernd rund, ebenmäßig gewölbt, Durchmesser ca. 17 m und Höhe ca. 0,7 m.                                     | 34825045 | BW   |
| 53° 2′ 52″ N, 10° 11′ 23″ O | Lopau 7     | Annähernd rund, Durchmesser ca. 20 m und Höhe bis 0,8 m.                                                        | 34823399 | BW   |
| 53° 2′ 54″ N, 10° 11′ 8″ O  | Lopau 8     | Annähernd rund mit Kuppenmulde und in Südwesthälfte etwas eingesunken, Durchmesser ca. 18 m und Höhe ca. 0,8 m. | 34826203 | BW   |
| 53° 2′ 54″ N, 10° 11′ 10″ O | Lopau 9     | Annähernd rund, abgeflachte leicht nach Süden geneigten Kuppe, Durchmesser ca. 12 m und Höhe ca. 0,5 m.         | 34826204 | BW   |

## Munster
| Lage                        | Bezeichnung                  | Beschreibung | ID       | Bild |
| --------------------------- | ---------------------------- | --- | -------- | ---- |
| 52° 58′ 5″ N, 10° 6′ 49″ O  | Munster 6, Burg              | Anlage mit einem inneren, halbkreisförmigen Wall und einem weitgehend eingeebneten, äußeren Wall davor, beide durch eine breite, grabenartige Senke mit feuchtem Untergrund voneinander getrennt. Der innere Wall hat eine Höhe von 2,5 m und ca. 20 m Breite, nach außen ist der Rand deutlich abgesetzt, nach innen läuft er sanft aus. Durchmesser des inneren Walles ca. 180 m. In der Mitte eine leichte Bodenerhöhung, vermutlich die Stelle der einstigen Burg. | 34820476 | BW   |
| 52° 57′ 59″ N, 10° 2′ 40″ O | Munster 10, Umwallung/Gehege | Wall und Außengraben schließen ein annähernd ovales Gehege mit 750 × 550 m Durchmesser ein, abschnittsweise sind weitere parallel verlaufende Wälle bzw. Abzweigungen vorhanden, im Nordosten ist eine zusätzliche Einhegung angefügt. Wallhöhe bis 0,8 m, Grabentiefe ca. 0,3 m. | 34823873 | BW   |

## Oerrel
| Lage                         | Bezeichnung               | Beschreibung | ID       | Bild |
| ---------------------------- | ------------------------- | --- | -------- | ---- |
| 52° 57′ 58″ N, 10° 9′ 56″ O  | Örrel 6, Umwallung/Gehege | Rest eines ehemals rechteckigen Geheges von ca. 160 m Länge und ca. 100 m Breite. Erhalten ist der nordöstliche Teil der Umwallung, außerdem verläuft ein weiterer Wall mit vorgelagertem Graben parallel in ca. 40 m Abstand südlich dazu. Wallbreite jeweils ca. 4 m, Wallhöhe bis 0,7 m. Vorgelagerte Gräben, Breite ca. 2 m, Tiefe bis 0,5 m. | 35139861 | BW   |
| 52° 57′ 54″ N, 10° 10′ 2″ O  | Örrel 6, Umwallung/Gehege | | 36968950 | BW   |
| 52° 57′ 58″ N, 10° 10′ 24″ O | Örrel 7, Umwallung/Gehege | Annähernd ovales System von mehreren ineinander liegenden und aneinander angrenzenden Gehegewällen mit jeweils außen vorgelagerten Gräben. Innendurchmesser ca. 130 × 70 m, Außendurchmesser ca. 230 × 160 m. Nach Nordosten zu einer Anhöhe von bis zu 2,5 m Höhe ist das Gehege offen. Äußerer Wall und Graben teilweise verschliffen und besonders im Nordosten nur noch in Form verpflügter Gräben erkennbar. Wallbreite jeweils ca. 2 m, Höhe ca. 0,4 m. Grabenbreite bis 1,5 m, Tiefe ca. 0,3 m.                   | 35292713 | BW   |
| 52° 58′ 33″ N, 10° 10′ 30″ O | Örrel 9, Umwallung/Gehege | Einhegung: Wallgrabensystem auf einer Gesamtfläche von 265 × 186 m. Unregelmäßig oval. Anlage besteht aus vier verschiedenen Arealen. Das äußere Areal umfasst eine Gesamtgrabenlänge von 674 m. Im inneren zwei Gräben, die zwei unregelmäßig ovale Flächen umfassen, die miteinander verbunden sind, Grabenlänge des inneren nördlichen Areals 318 m, die Grabenlänge des südlichen Areals 343 m. Innerhalb des südlichen Areals ein halbrechteckiger Graben mit einer Länge von 174 m. Die Gräben sind ca. 2 m breit. | 35139634 | BW   |
| 52° 58′ 31″ N, 10° 10′ 32″ O | Örrel 9, Umwallung/Gehege | | 36968659 | BW   |
| 52° 57′ 52″ N, 10° 9′ 40″ O  | Örrel 10, Immenwall/-zaun | Annähernd halbkreisförmiger Wall mit außen vorgelagertem Graben um eine ca. 3 m tiefe, vermutlich natürliche Bodensenke, vermutlich ehemals rund, nur westlicher Teil erhalten, ehemaliger Durchmesser ca. 55 m. Wallbreite ca. 4 m, Höhe bis 0,7 m, Grabenbreite ca. 2,5 m, Tiefe ca. 0,5 m. | 35139861 | BW   |

## Töpingen
| Lage                       | Bezeichnung            | Beschreibung                                                                                       | ID       | Bild |
| -------------------------- | ---------------------- | -------------------------------------------------------------------------------------------------- | -------- | ---- |
| 53° 0′ 49″ N, 9° 59′ 40″ O | Töpingen 16, Grabhügel | Annähernd rund, am Westrand bis zu ca. 1/4 angeschnitten, Durchmesser ca. 14 m und Höhe ca. 0,7 m. | 34825567 | BW   |

### Töpingen 2
- ID:34824037
- Grabhügelfeld umfasst eine Gruppe von 14 Grabhügeln, Durchmesser zwischen 12,3 m und 20 m, Höhe zwischen 0,8 m und 2 m, alle Grabhügel sind erhalten.

| Lage                       | Bezeichnung | Beschreibung | ID       | Bild |
| -------------------------- | ----------- | --- | -------- | ---- |
| 53° 1′ 57″ N, 9° 58′ 35″ O | Töpingen 2  | Flach auslaufender Rand, Durchmesser ca. 14 m und Höhe ca. 1 m. Alte Pflanzfurchen in Richtung Ost-West verlaufen quer über den Hügel.             | 34825236 | BW   |
| 53° 1′ 58″ N, 9° 58′ 35″ O | Töpingen 3  | An der Oberfläche durch Rodungen zerklüftet, Durchmesser ca. 17 m und Höhe ca. 1,2 m, an Ostseite Schneise von Nordwest nach Südwest.              | 34825237 | BW   |
| 53° 1′ 59″ N, 9° 58′ 33″ O | Töpingen 4  | Flach auslaufender Rand, Durchmesser ca. 10 m und Höhe ca. 0,8 m.                                                                                  | 34825308 | BW   |
| 53° 1′ 58″ N, 9° 58′ 32″ O | Töpingen 5  | Alte trichterförmige Eingrabung in der Mitte, am Nordrand abgeflacht, Durchmesser ca. 17 m und Höhe ca. 1,2 m.                                     | 34825309 | BW   |
| 53° 1′ 59″ N, 9° 58′ 31″ O | Töpingen 6  | Weite Eingrabung in der Mitte, Durchmesser ca. 18 m und Höhe ca. 1,6 m.                                                                            | 34825310 | BW   |
| 53° 2′ 0″ N, 9° 58′ 33″ O  | Töpingen 7  | Alte Eingrabung in der Mitte, Durchmesser ca. 14 m und Höhe ca. 1 m.                                                                               | 34825434 | BW   |
| 53° 1′ 57″ N, 9° 58′ 29″ O | Töpingen 8  | Einkuhlungen an Oberfläche, Durchmesser ca. 15 m und Höhe ca. 1 m.                                                                                 | 34825435 | BW   |
| 53° 1′ 57″ N, 9° 58′ 28″ O | Töpingen 9  | Eingrabung an Südwestseite, Durchmesser ca. 15 m und Höhe ca. 1 m.                                                                                 | 34825436 | BW   |
| 53° 1′ 58″ N, 9° 58′ 27″ O | Töpingen 10 | Oberfläche unregelmäßig, Nordwestteil erhöht und mit starken Absatz, in Südseite Eingrabung, Durchmesser ca. 17 m und Höhe ca. 1,5 m.              | 34825476 | BW   |
| 53° 1′ 58″ N, 9° 58′ 25″ O | Töpingen 11 | Leichte Einsenkung in der Mitte, Durchmesser ca. 22 m und Höhe ca. 2 m.                                                                            | 34825477 | BW   |
| 53° 1′ 59″ N, 9° 58′ 26″ O | Töpingen 12 | Flach auslaufend an Südseite, Nordseite mit Absatz, Rand stark abfallend, Durchmesser ca. 16 m und Höhe ca. 1,2 m.                                 | 34825478 | BW   |
| 53° 1′ 59″ N, 9° 58′ 28″ O | Töpingen 13 | Abgeplattete Mitte und stark abfallende Nordseite, Durchmesser ca. 14 m und Höhe ca. 1,6 m.                                                        | 34825501 | BW   |
| 53° 1′ 58″ N, 9° 58′ 29″ O | Töpingen 14 | Stark abfallend an Südseite, an Nordseite allmählich auslaufend und mit Eingrabung, weitere an Westseite, Durchmesser ca. 16 m und Höhe ca. 1,5 m. | 34825502 | BW   |
| 53° 1′ 59″ N, 9° 58′ 29″ O | Töpingen 15 | Erhöhte Nordseite, Durchmesser ca. 15 m und Höhe ca. 1,6 m.                                                                                        | 34825503 | BW   |

## Trauen
| Lage                       | Bezeichnung                 | Beschreibung | ID       | Bild |
| -------------------------- | --------------------------- | --- | -------- | ---- |
| 52° 56′ 3″ N, 10° 8′ 37″ O | Trauen 10, Umwallung/Gehege | Ehemals annähernd rechteckiges, sich nach Süden verschmälerndes Gehege mit ca. 170 m größter Länge und 140 bis 80 m Breite, erhalten sind im nördlichen Teil der Umwallung Wall und Graben in Richtung Ost-West auf ca. 140 m Länge sowie die beiden dazu nahezu rechtwinklig nach Süden führenden Wälle und Gräben am O- und W-Ende auf jeweils ca. 50 m Länge, Wallbreite 2 m, Höhe bis 0,5 m, Grabenbreite bis 1,5 m, Tiefe ca. 0,3 m. | 35139677 | BW   |
| 52° 56′ 2″ N, 10° 8′ 43″ O | Trauen 10, Umwallung/Gehege | | 36971008 | BW   |